# Mikołaj (Bălan)
Mikołaj, nazwisko świeckie Bălan (ur. 27 kwietnia 1882 w Blajenii de Sus, zm. 6 sierpnia 1955 w Sybinie) – rumuński biskup prawosławny.

## Życiorys
Był synem kapłana prawosławnego. Ukończył studia teologiczne na Uniwersytecie w Czerniowcach w 1904. W 1905 obronił pracę doktorską, którą opracowywał m.in. podczas stypendium na wydziale teologii protestanckiej i katolickiej na Uniwersytecie we Wrocławiu. Po obronie dysertacji został zatrudniony w Instytucie Teologicznym w Sybinie jako profesor nadzwyczajny w katedrze teologii dogmatycznej, apologetycznej i moralnej. W 1909 został na tej samej uczelni profesorem zwyczajnym i pozostawał na tym stanowisku przez jedenaście lat. W latach 1907–1916 był również członkiem redakcji „Przeglądu Teologicznego” wydawanego w Sybinie, a w 1918 także "Gazety Ludowej".
W 1918 wszedł do Rady Narodowej Rumunów Siedmiogrodu. W roku następnym przyjął święcenia kapłańskie. 27 lutego 1920 został wyświęcony na metropolitę Siedmiogrodu, 30 maja miała miejsce jego intronizacja w soborze Trójcy Świętej w Sybinie. W tym samym roku nadano mu honorowe członkostwo Akademii Rumuńskiej. Brał udział w redagowaniu statutu Rumuńskiego Kościoła Prawosławnego. Przyczynił się do przekształcenia Instytutu Teologicznego w Sybinie w Akademię Duchowną, a następnie do nadania jej statusu uniwersytetu, co nastąpiło w 1948. Zainicjował wydawanie w Sybinie pism teologicznych oraz serii wydawniczych adresowanych do duchowieństwa i wiernych.
Zasiadał w Senacie rumuńskim, gdzie był politycznie związany z prawicą. 13 lutego 1937 brał udział w uroczystym pogrzebie Iona Moțy i Vasile'a Marina, który był wielką manifestacją Żelaznej Gwardii. Związany z Gwardią w okresie międzywojennym, zaprotestował przeciwko wtrącaniu się tej organizacji w funkcjonowanie Kościoła, gdy za rządów Iona Antonescu Żelazna Gwardia zyskała realny wpływ na władzę w Rumunii i zaczęła domagać się reformy Cerkwi Rumuńskiej. Metropolita Mikołaj popierał dyktaturę wojskową Antonescu i starał się uzyskiwać pomoc rządową w zakresie ograniczania działalności Kościoła katolickiego i mniejszych protestanckich grup religijnych na terenie swojej eparchii. Był również zapraszany przez rząd na konsultacje w sprawie reformy szkół teologicznych w Rumunii i zmian w samym Rumuńskim Kościele Prawosławnym. Starał się prowadzić prace misyjną na terenie Transnistrii, występował w obronie Żydów. Zaprotestował przeciwko rozporządzeniu Antonescu z 21 czerwca 1941, które zabraniało Żydom przyjmowania chrześcijaństwa, i wysłał w tej sprawie list do ministra edukacji i wyznań religijnych Radu Rosettiego. Antonescu odniósł się do jego listu negatywnie. W roku następnym metropolita Mikołaj miał wpływ na podjęcie przez Antonescu decyzji o zaprzestaniu wywózek Żydów do Transnistrii.
Działał w ruchu ekumenicznym, w 1925 brał udział w kongresie ekumenicznym w Sztokholmie, a w roku następnym – w konferencji międzywyznaniowej w Bernie.
Został pochowany w monasterze Brancoveanu.